# Dolopsidea tatianae
Dolopsidea tatianae är en stekelart som först beskrevs av Telenga 1941.  Dolopsidea tatianae ingår i släktet Dolopsidea och familjen bracksteklar. Inga underarter finns listade i Catalogue of Life.